# Walter Chévez
Walter de Jesús Chévez (Liberia, 6 de mayo de 1986) es un exfutbolista costarricense que jugó como mediocampista y su último equipo fue el Municipal Liberia en la Primera División de Costa Rica
Es el jugador más ganador en la historia del Municipal Liberia con dos ascensos a primera división (2015 y 2023) así como haber sido parte del histórico título en primera división del conjunto guanacasteco en el 2009. 
Es ídolo de la afición liberiana y se da el lujo de haber jugado un total de 343 partidos en primera división. Solo con Liberia disputó 157 cotejos. Sus pasos por clubes como Alajuelense y Jicaral son también muy recordados. 
Es oriundo de Barrio Moracia, Liberia, Guanacaste, donde se dio a conocer dándose el lujo de ser mundialista Sub-17 con Costa Rica en 2003 compartiendo con jugadores de la talla de Keylor Navas y Jossimar Arias. 
Tras su retiro de las canchas en noviembre del 2023, el volante cambió los tacos por el traje ya que se convirtió en nuevo Coordinador de Ligas Menores de su amado Municipal Liberia.

## Clubes
| Club               | País       | Año       |
| ------------------ | ---------- | --------- |
| Municipal Liberia  | Costa Rica | 2008-2009 |
| Brujas FC          | Costa Rica | 2010-2011 |
| Orión F.C.         | Costa Rica | 2011-2012 |
| L.D Alajuelense    | Costa Rica | 2012-2013 |
| Santos de Guápiles | Costa Rica | 2013-2014 |
| Municipal Liberia  | Costa Rica | 2014-2018 |
| Jicaral Sercoba    | Costa Rica | 2018-2022 |
| Municipal Liberia  | Costa Rica | 2022-2023 |

## Palmarés

### Títulos nacionales
| Título                         | Club              | País       | Año  |
| ------------------------------ | ----------------- | ---------- | ---- |
| Segunda División de Costa Rica | Municipal Liberia | Costa Rica | 2015 |
| Primera División de Costa Rica | Municipal Liberia | Costa Rica | 2009 |
| Supercopa de Costa Rica        | L.D Alajuelense   | Costa Rica | 2012 |
| Primera División de Costa Rica | L.D Alajuelense   | Costa Rica | 2012 |
| Segunda División de Costa Rica | Municipal Liberia | Costa Rica | 2022 |